# RÉBECCA
『RÉBECCA』（レベッカ）は、2019年4月10日にユニバーサルシグマから発売されたみやかわくんのメジャー1枚目のフル・オリジナル・アルバム。

## 解説
メジャー・デビュー後、初のフルアルバム。
2019年1月にリリースしたぼくのりりっくのぼうよみとの共作曲「略奪」のほか、日本テレビ系『バズリズム02』の4月度オープニングテーマ「LiBERO」、iTunes週間アルバム･ランキング1位、オリコンチャート週間ランキング5位を獲得した1stシングル「イダテンドリーマー」など全10曲を収録｡
前作『STAR LAND』に続き、柴崎浩や音楽プロデューサーのサカイダユーキがアルバム制作に参加。

## 収録曲
特記以外　作詞：宮川大聖
1. OVERDRIVE
作詞：宮川大聖・Bulan／作曲・編曲：柴崎浩
2. 略奪
作詞：ぼくのりりっくのぼうよみ・宮川大聖／作曲：ぼくのりりっくのぼうよみ・ケンカイヨシ／編曲：ケンカイヨシ
3. LiBERO
作曲：Daisuke Nakamura／編曲：宮崎裕介
4. Wonder
作曲：HIKARI・MoonChild・BIG-F／編曲：HIKARI
5. エソラゴト
作詞：宮川大聖・ケンカイヨシ／作曲・編曲：ケンカイヨシ
6. セツナノウタ
作曲：宮川大聖／編曲：サカイダユーキ
7. Moonlight
作曲：宮川大聖・Daisuke Nakamura　編曲：Daisuke Nakamura
8. Spread Your Wings
作詞：前迫潤哉／作曲：前迫潤哉・ケンカイヨシ／編曲：ケンカイヨシ
9. イダテンドリーマー
作曲：山口篤／編曲：久保田真悟
10. 失い
作曲・編曲：Daisuke Nakamura